# カニ・クスルティ
カニ・クスルティ（Kani Kusruti、1985年9月12日 - ）は、インドのマラヤーラム語映画で活動する女優。2009年に出演した『Kerala Cafe』でケララ州映画賞 主演女優賞とモスクワ国際映画祭 女優賞を受賞して注目を集め、2024年にはインディペンデント映画の『女の子は女の子』『私たちが光と想うすべて』に出演した。

## 生い立ち
ティルヴァナンタプラムの小村チェルヴァッカルで生まれた。両親のジャヤシュリー・A・K、マイトレヤ・マイトレヤンは社会活動家として活動しており、インド人の姓が持つ社会階級の意味合いを消すことを目指して姓を捨てている。そのため、カニは10年生の時に試験用紙に姓名を記入する必要に迫られた際、マラヤーラム語で「イタズラ好き」を意味する「クスルティ」という単語を姓として記入し、これ以降「カニ・クスルティ（Kani Kusruti）」と名乗るようになった。彼女はティルヴァナンタプラムで幼少期を過ごし、アビナヤ・シアター・リサーチ・センターで演技を学んでいる。成長後はトリッシュールに移住し、2005年から2007年にかけてトリッシュール演劇学校で舞台芸術を学んだ後、ジャン・ルコック国際演劇学校でフィジカル・シアターを2年間学んだ。

## キャリア

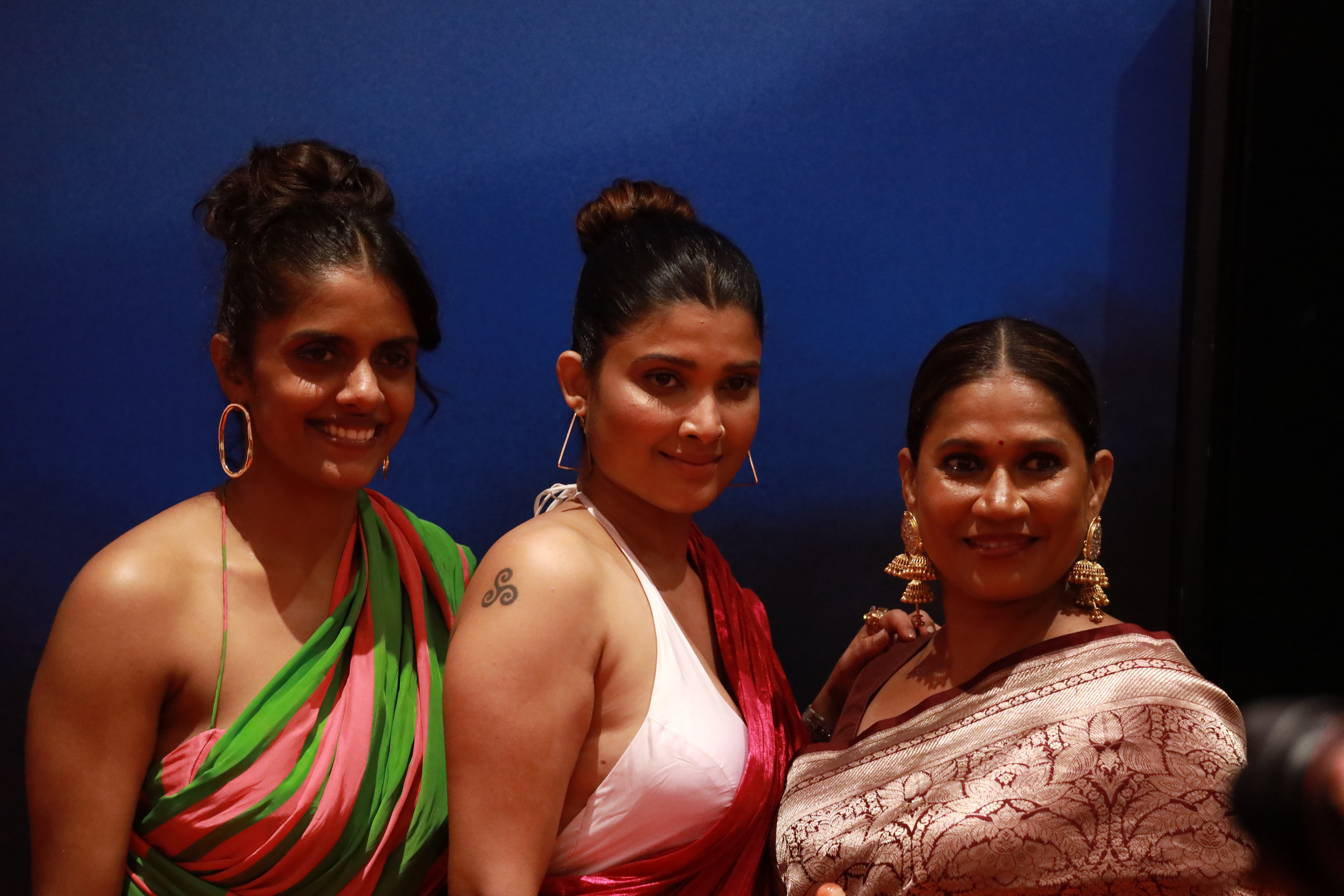
第77回カンヌ国際映画祭の会場で『私たちが光と想うすべて』の記者会見を行うカニ・クスルティ、ディヴィヤ・プラバ、チャヤ・カダム（2024年）

アビナヤ・シアター・リサーチ・センター在籍時に古典喜劇『バガヴァダジュカム』で舞台演劇デビューし、2000年から2006年にかけて主人公ヴァサンツェナ役をとして国立演劇祭やケララ国際演劇祭など各地の公演に出演した。その後、M・G・ジョーティシュが脚色したヘルマン・ヘッセの『シッダールタ』でカマーラ役を演じ、2007年にはアヴィニョン演劇祭の舞台にも出演した。2009年にジャン・ルコック国際演劇学校を修了してインドに帰国し、アンソロジー映画『Kerala Cafe』のシャンカル・ラーマクリシュナンが手掛けた短編パート「Island Express」に出演して批評家から演技を絶賛された。2010年にはモーハンラール主演作『Shikkar』でナクサライトの活動家役を演じ、続けて出演した『Cocktail』ではセックスワーカー役を演じて注目を集めた。同年12月には俳優・演劇指導者のイライアス・コーエンが主催する「ラス・インディアス」のメガ・パフォーマンス・イベントとコラボレーションした。この公演は特別仕様のバスの車内で上演され、イベント終了後はカニ・クスルティが製作協力した舞台演劇『Tsunami Express: Highway of Hopes』で再利用された。
2011年には巡業劇団フットバーンに参加してウィリアム・シェイクスピアの『テンペスト』を原作とした『インディアン・テンペスト』でミランダ役を演じ、アイルランド・スペイン・フランス・ポルトガル・インドの各地を巡業した後、2013年にはシェイクスピアズ・グローブの公演に出演した。また、パヴェウ・シュタコクと共同製作した『Burning Flowers - 7 Dreams of a Woman』に出演したほか、2015年にはテレビドラマ『Eswaran Sakshiyayi』で弁護士トレサ役を演じてブレイクした。2020年に出演した『Biriyaani』の演技でフィルムフェア賞 マラヤーラム語映画部門審査員選出女優賞を受賞し、彼女はこの受賞をマラヤーラム語映画初の女優として知られるP・K・ロージーに捧げている。2024年にはパヤル・カパーリヤーの『私たちが光と想うすべて』で主要キャストを務め、アジア・フィルム・アワード 主演女優賞にノミネートされた。

## トラブル
2019年2月、カニ・クスルティはマラヤーラム語映画界の映画製作者から性的要求を受けたことを理由に女優業を廃業することを発表した。発表の中で、彼女は映画製作者たちが母親に接触して性的要求を受け入れるように圧力をかけていたことも明かし、マラヤーラム語映画界における女性問題に対して警鐘を鳴らした。その後、彼女は廃業を撤回して映画界に残ったものの、収入が激減して生計を立てることが難しくなったという。また、彼女はウーマン・イン・シネマ・コレクティブの存在が業界内の女性たちにとって大きな支えになっていると語っている。

## フィルモグラフィー

### 映画
| 年   | 作品                               | 役名                                                          | 言語                        | 備考                               |
| ---- | ---------------------------------- | ------------------------------------------------------------- | --------------------------- | ---------------------------------- |
| 2003 | Anyar                              | バスの乗客                                                    | マラヤーラム語              |                                    |
| 2003 | Manushyaputhri                     | ラクシュミー                                                  | マラヤーラム語              |                                    |
| 2007 | A Flowering Tree                   | アンマ                                                        | マラヤーラム語              | 短編映画                           |
| 2009 | Kerala Cafe                        | ゼバ                                                          | マラヤーラム語              | エピソード「Island Express」に出演 |
| 2010 | Shikkar                            | ナクサライトの活動家                                          | マラヤーラム語              |                                    |
| 2010 | Cocktail                           | エルサ                                                        | マラヤーラム語              |                                    |
| 2011 | Urumi                              | 歌手                                                          | マラヤーラム語              |                                    |
| 2011 | Silent Dark Eyes                   | 女性                                                          | 英語                        | 短編映画                           |
| 2012 | Karmayogi                          | ペン・ジョーティヤンマ                                        | マラヤーラム語              |                                    |
| 2013 | Oru Indian Pranayakadha            | 警察長官                                                      | マラヤーラム語              |                                    |
| 2013 | North 24 Kaatham                   | ラッジョ                                                      | マラヤーラム語              |                                    |
| 2013 | Hotel California                   |                                                               | マラヤーラム語              | ゲスト出演                         |
| 2013 | Natholi Oru Cheriya Meenalla       | アパートの住人                                                | マラヤーラム語              |                                    |
| 2014 | Masala Republic                    | カニ                                                          | マラヤーラム語              |                                    |
| 2014 | Pisaasu                            | 怒りっぽい男の妻                                              | タミル語                    |                                    |
| 2014 | Burma                              | クララ                                                        | タミル語                    |                                    |
| 2015 | Padakkam                           | 売春婦                                                        | マラヤーラム語              | 短編映画                           |
| 2015 | Sivapuranam                        |                                                               | タミル語                    |                                    |
| 2015 | The Dolphins                       | ヴァララクシュミ                                              | マラヤーラム語              |                                    |
| 2016 | Kalam                              | 家政婦                                                        | タミル語                    |                                    |
| 2016 | Memories of a Machine              | 女性                                                          | マラヤーラム語              | 短編映画                           |
| 2017 | Gi                                 | ジー                                                          | マラヤーラム語              | 短編映画                           |
| 2017 | Thadayam                           | ジェニー                                                      | タミル語                    | 短編映画                           |
| 2017 | Touch                              | セルヴィ                                                      | タミル語                    | 短編映画                           |
| 2017 | Spyder                             | スダラーイの母（タミル語版） バイラヴァドゥの母（テルグ語版） | タミル語 テルグ語           |                                    |
| 2018 | Maa                                | サティヤ                                                      | タミル語                    | 短編映画                           |
| 2018 | Theekuchiyum Panithulliyum         | タヌージャー                                                  | マラヤーラム語              |                                    |
| 2018 | The Notion                         | パドマ・アイヤル                                              | 英語                        | 短編映画                           |
| 2018 | Counterfeit Kunkoo                 | スミター・スニール・ニカム                                    | ヒンディー語 マラーティー語 | 短編映画                           |
| 2019 | Oolu                               | マナシ                                                        | マラヤーラム語              |                                    |
| 2020 | The Discreet Charm of the Savarnas |                                                               | 英語                        | 短編映画                           |
| 2020 | Biriyaani                          | ハディージャー                                                | マラヤーラム語              |                                    |
| 2021 | Tryst with Destiny                 | アーリヤー                                                    | ヒンディー語 英語           |                                    |
| 2021 | 1956, Central Travancore           | ケーラの妻                                                    | マラヤーラム語              |                                    |
| 2021 | Vicks - Care Lives On              | プリヤンカー・ボーサル                                        | ヒンディー語                |                                    |
| 2022 | Super Sharanya                     | 通行人                                                        | マラヤーラム語              | カメオ出演                         |
| 2022 | Pada                               | シージャー・P・K                                              | マラヤーラム語              |                                    |
| 2022 | Vichithram                         | マルタ                                                        | マラヤーラム語              |                                    |
| 2022 | Nishiddho                          | チャーヴィ                                                    | マラヤーラム語              |                                    |
| 2022 | Vazhakku                           | サティ                                                        | マラヤーラム語              | [ 23 ]                             |
| 2023 | Kirkkan                            | ファルサナ・ラシード                                          | マラヤーラム語              | [ 24 ]                             |
| 2024 | 私たちが光と想うすべて             | プラバ                                                        | マラヤーラム語              | [ 25 ]                             |
| 2024 | 女の子は女の子                     | アニラ                                                        | ヒンディー語 英語           | [ 26 ]                             |
| 2024 | Mura                               | アシャ                                                        | マラヤーラム語              | [ 27 ]                             |
| 2025 | Ouseppinte Osyath                  | ダンニャー                                                    | マラヤーラム語              | [ 28 ]                             |

### ドラマシリーズ
| 年     | 作品                   | 役名                       | 言語           | 放送/配信          |
| ------ | ---------------------- | -------------------------- | -------------- | ------------------ |
| 2015年 | Ishwaran Sakshiyayi    | 弁護士トレサ               | マラヤーラム語 |                    |
| 2021   | OK Computer            | モナリザ・ポール           | ヒンディー語   | Disney+ Hotstar    |
| 2021   | Maharani               | カーヴェリ・シュリーダラン | ヒンディー語   | ソニーLIV          |
| 2024   | よこしまなスープ       | キールティマ               | ヒンディー語   | Netflix            |
| 2024   | Poacher                | ディナ                     | マラヤーラム語 | Amazon Prime Video |
| 2024   | Thalaimai Seyalagam    | ドゥルガー                 | タミル語       | ZEE5               |
| 2024   | Nagendran's Honeymoons | タンカム                   | マラヤーラム語 | Disney+ Hotstar    |

## 受賞歴
| 年                                               | 部門                                   | 作品                              | 結果                              | 出典                              |
| フィルムフェア賞 南インド映画部門                | フィルムフェア賞 南インド映画部門      | フィルムフェア賞 南インド映画部門 | フィルムフェア賞 南インド映画部門 | フィルムフェア賞 南インド映画部門 |
| ------------------------------------------------ | -------------------------------------- | --------------------------------- | --------------------------------- | --------------------------------- |
| 2022年                                           | マラヤーラム語映画部門主演女優賞       | 『Biriyaani』                     | ノミネート                        | [ 31 ]                            |
| 2022年                                           | マラヤーラム語映画部門審査員選出女優賞 | 『Biriyaani』                     | 受賞                              | [ 31 ]                            |
| フィルムフェアOTT賞                              |                                        |                                   |                                   |                                   |
| 2021年                                           | コメディシリーズ主演女優賞             | 『OK Computer』                   | ノミネート                        | [ 32 ]                            |
| IIFAデジタル賞                                   |                                        |                                   |                                   |                                   |
| 2025年                                           | シリーズ部門助演女優賞                 | 『Maharani』                      | ノミネート                        | [ 33 ]                            |
| ケララ州映画賞                                   |                                        |                                   |                                   |                                   |
| 2020年                                           | 主演女優賞                             | 『Biriyaani』                     | 受賞                              | [ 34 ]                            |
| アジアコンテンツ・アワード&グローバルOTTアワード |                                        |                                   |                                   |                                   |
| 2024年                                           | 助演女優賞                             | 『Poacher』                       | ノミネート                        | [ 35 ]                            |
| アジア太平洋映画賞                               |                                        |                                   |                                   |                                   |
| 2024年                                           | 演技賞                                 | 『私たちが光と想うすべて』        | ノミネート                        | [ 36 ]                            |
| アジア・フィルム・アワード                       |                                        |                                   |                                   |                                   |
| 2025年                                           | 主演女優賞                             | 『私たちが光と想うすべて』        | ノミネート                        | [ 37 ]                            |
| インディペンデント・スピリット賞                 |                                        |                                   |                                   |                                   |
| 2025年                                           | 助演俳優賞                             | 『女の子は女の子』                | ノミネート                        | [ 38 ]                            |
| 釜山国際映画祭                                   |                                        |                                   |                                   |                                   |
| 2024年                                           | ニューカレント賞                       | N/A                               | 受賞                              | [ 39 ]                            |
| モスクワ国際映画祭                               |                                        |                                   |                                   |                                   |
| 2020年                                           | BRICS主演女優賞                        | 『Biriyaani』                     | 受賞                              | [ 40 ]                            |